# 绕鲁乡
绕鲁乡，是中华人民共和国四川省甘孜藏族自治州新龙县下辖的一个乡镇级行政单位。

## 行政区划
绕鲁乡下辖以下地区：
壮巴村、茶下村、基洛村、绕鲁村、布日村、相堆村、卡桑村、学麦村和俄日村。